# Programma per la Valutazione delle Risorse Idriche Mondiali dell'UNESCO
Il Programma per la Valutazione delle Risorse Idriche Mondiali dell’UNESCO (UNESCO WWAP) è stato istituito nel 2000 in risposta a un appello della Commissione delle Nazioni Unite per lo Sviluppo Sostenibile (CSD) per realizzare una panoramica periodica, a livello globale e inter-agenzie del sistema ONU, sullo stato delle risorse di acqua dolce in termini di quantità, qualità, utilizzo e gestione.
Il WWAP coordina attivamente gli sforzi congiunti e continuativi di un’ampia coalizione di membri di UN-Water e di diversi partner internazionali. Questa collaborazione è fondamentale per la produzione del Rapporto mondiale delle Nazioni Unite sullo sviluppo delle risorse idriche (UN WWDR), il rapporto principale di UN-Water sulle questioni legate all’acqua e ai servizi igienico-sanitari. Pubblicato annualmente, il WWDR si concentra ogni anno su una diversa tematica strategica legata all’acqua, fornendo un’analisi completa dello stato globale delle risorse idriche dolci.
Il WWAP ha inoltre sviluppato una solida componente di genere con risultati concreti, tra cui la realizzazione del Toolkit sui dati idrici disaggregati per sesso e l’iniziativa Call for Action, sostenuta da una Coalizione Multi-Stakeholder composta da istituzioni degli Stati Membri, agenzie delle Nazioni Unite, organizzazioni internazionali e regionali, agenzie di aiuto pubblico allo sviluppo (APS) e società civile.

## Contesto
Nel 1998, durante la Sesta Sessione della Commissione per lo Sviluppo Sostenibile, è emersa la necessità di effettuare valutazioni regolari e globali delle risorse di acqua dolce. In risposta a tale richiesta, quello che oggi è noto come UN-Water (all’epoca il Sottocomitato ACC sulle Risorse Idriche) ha deciso di produrre una panoramica periodica, a livello di tutto il sistema delle Nazioni Unite, sullo stato, l’uso e la gestione delle risorse idriche dolci. Riconoscendo l’importanza di una dimensione multi-stakeholder per tale rapporto, si è stabilito che sarebbe stato un rapporto delle Nazioni Unite realizzato in collaborazione con altri attori.
Il Programma per la Valutazione delle Risorse Idriche Mondiali (WWAP) è stato istituito nel 2000 per coordinare la produzione del rapporto. Il primo Rapporto mondiale delle Nazioni Unite sullo sviluppo delle risorse idriche (UN WWDR) è stato lanciato il 22 marzo 2003.
Fino al 2012, il WWDR è stato prodotto e pubblicato ogni tre anni. Nel 2012, in seguito a un Sondaggio Globale tra i portatori di interesse, nel quale veniva chiesto un cambiamento in termini di periodicità e focalizzazione, i membri di UN-Water hanno deciso di trasformare il WWDR in una pubblicazione annuale con un focus tematico su questioni strategiche specifiche relative all’acqua.
Inizialmente finanziato dal Governo giapponese e ospitato presso la Sede dell’UNESCO a Parigi dal 2000 al 2006, il WWAP – un programma interamente extrabudgetario – è finanziato dal Governo italiano ed è ospitato dalla Regione Umbria presso l’Ufficio del Programma UNESCO per la Valutazione Globale delle Risorse Idriche a Perugia, in Italia, dal 2007.
Attraverso la serie WWDR, il WWAP ha da subito sottolineato l’importanza dell’uguaglianza di genere nel settore idrico per il raggiungimento dello sviluppo sostenibile. Per approfondire il dibattito sulle questioni di genere, l’UNESCO WWAP ha guidato un gruppo di lavoro speciale che ha messo in luce le significative e persistenti disuguaglianze di genere nell’accesso, nella gestione e nella governance dell’acqua. Tali disuguaglianze rappresentano ostacoli rilevanti al conseguimento degli Obiettivi di Sviluppo Sostenibile (SDGs). In linea con i risultati allarmanti di questo gruppo di lavoro e in coerenza con la Priorità dell’UNESCO sull’Uguaglianza di Genere, il WWAP ha sviluppato un programma completo dedicato alle questioni di genere.

## Missione e Obiettivi
Il Programma per la Valutazione delle Risorse Idriche Mondiali dell’UNESCO (WWAP) ha l’obiettivo di fornire ai responsabili della gestione delle risorse idriche, ai decisori politici e agli attori istituzionali le conoscenze, gli strumenti e le competenze necessarie per formulare e attuare politiche idriche sostenibili.
Il mandato del Programma, che consiste nel promuovere processi globali volti a garantire la sicurezza idrica e la sostenibilità, si articola attraverso una serie di obiettivi strategici:
- Produrre la serie del Rapporto mondiale delle Nazioni Unite sullo sviluppo delle risorse idriche (WWDR) sulla situazione globale relativa alla disponibilità idrica (in termini sia quantitativi che qualitativi) e ai suoi usi, nonché sui probabili cambiamenti futuri legati ai fattori globali, al fine di fornire un sistema di allerta precoce per prevenire potenziali conflitti legati all’acqua;
- Assistere gli Stati Membri nella valutazione delle proprie risorse idriche e dell’efficienza ed efficacia delle loro politiche e programmi in ambito idrico;
- Supportare gli Stati Membri nel rafforzare le capacità di raccolta e analisi dei dati rilevanti per le iniziative politiche in materia di risorse idriche;
- Sviluppare quadri concettuali e metodologici per la produzione di dati e indicatori comparabili a livello internazionale;
- Analizzare i dati in collaborazione con decisori politici e ricercatori, promuovendo un uso più ampio e consapevole dei dati a supporto delle politiche pubbliche a diverse scale;
- Diffondere i messaggi e i risultati del WWAP attraverso strumenti di comunicazione efficaci e materiali di educazione pubblica;
- Sviluppare studi di caso e buone pratiche a livello regionale, sub-regionale e nazionale, nonché rapporti sullo sviluppo idrico regionale basati su insiemi di dati regionali.

## Attività

### Linea d’Azione
In linea con i suoi obiettivi strategici, le attività del WWAP si articolano attorno a tre principali linee d’azione:
- Fornire conoscenze basate su dati concreti per contribuire al raggiungimento degli obiettivi relativi all’acqua dell’Agenda 2030 per lo Sviluppo Sostenibile;
- Sostenere l’attuazione della gestione integrata delle risorse idriche e una governance efficace, attraverso lo sviluppo delle capacità e il dialogo politico;
- Promuovere la misurazione dell’uguaglianza di genere e il rafforzamento del ruolo delle donne nella gestione e governance delle risorse idriche, tramite indicatori specifici sensibili al genere e dati idrici disaggregati per sesso.

### 1. Rapporto mondiale delle Nazioni Unite sullo sviluppo delle risorse idriche (UN WWDR)
Il Rapporto mondiale delle Nazioni Unite sullo sviluppo delle risorse idriche (UN WWDR) è la pubblicazione di punta di UN-Water sulle questioni legate all’acqua e ai servizi igienico-sanitari, lanciata ogni anno il 22 marzo, in occasione della Giornata Mondiale dell’Acqua delle Nazioni Unite.
Dal 2014, il Rapporto è diventato una pubblicazione annuale e tematica, con un focus ogni anno su una diversa questione strategica relativa all’acqua. Prima del 2014, i rapporti venivano pubblicati ogni tre anni e seguivano un approccio globale e comprensivo.
Il WWAP coordina il lavoro con tutte le agenzie delle Nazioni Unite e con istituzioni accademiche internazionali per la preparazione del Rapporto, che ogni anno approfondisce un diverso aspetto delle risorse idriche. Il Rapporto fornisce raccomandazioni politiche ai decisori, offrendo le conoscenze più aggiornate, analisi approfondite e una raccolta di buone pratiche.
- 2025: Montagne e ghiacciai: torri d'acqua (Mountains and glaciers: water towers)[2]
- 2024: L'acqua per la prosperità e la pace (Water for Prosperity and Peace)[3]
- 2023: Partenariati e cooperazione per l'acqua (Partnerships and Cooperation for Water)[4]
- 2022: Acque sotterranee: rendere visibile la risorsa invisibile (Groundwater: Making the invisible visible)[5]
- 2021: Il valore dell'acqua (Valuing Water)[6]
- 2020: Acqua e cambiamenti climatici (Water and Climate Change)
- 2019: Nessuno sia lasciato indietro (Leaving No One Behind)
- 2018: Soluzioni basate sulla natura per l'acqua (Nature-Based Solutions for Water)
- 2017: Acque reflue: la risorsa inesplorata (Wastewater: The Untapped Resource)
- 2016: Acqua e lavoro (Water and Jobs)
- 2015: L'acqua per un mondo sostenibile (Water for a Sustainable World)
- 2014: Water and Energy
- 2012: Managing Water under Uncertainty and Risk
- 2009: Water in a Changing World
- 2006: Water: A Shared Responsibility
- 2003: Water for People, Water for Life

### 2. Sviluppo delle capacità
Il WWAP rafforza l’interfaccia tra scienza e politica e sostiene il processo decisionale in materia di risorse idriche attraverso iniziative mirate di rafforzamento delle capacità e condivisione delle conoscenze. I corsi di formazione sono incentrati sui temi dell’acqua e del genere, nonché sugli argomenti trattati nei Rapporti mondiali sullo sviluppo delle risorse idriche.

#### Programma di formazione su Acqua e Cambiamenti Climatici
In collaborazione con l’Ufficio UNESCO del Cairo, il WWAP ha organizzato una formazione regionale online sul tema “Acqua e Cambiamenti Climatici”, svoltasi nel marzo 2021. Alla formazione hanno partecipato rappresentanti di 17 Stati della Regione Araba: Libano, Libia, Arabia Saudita, Giordania, Algeria, Marocco, Kuwait, Oman, Emirati Arabi Uniti, Yemen, Qatar, Palestina, Egitto, Tunisia, Sudan, Iraq e Siria.

#### Programma di formazione sulle Soluzioni basate sulla Natura (NBS)
Questa formazione nazionale si è tenuta in Libano ed è stata progettata per fornire una comprensione generale delle Soluzioni basate sulla Natura (Nature-Based Solutions, NBS) e del loro ruolo nel migliorare la disponibilità e la qualità dell’acqua, oltre che nel ridurre i rischi legati ai disastri idrici e al cambiamento climatico. Hanno partecipato rappresentanti di Ministeri competenti, Università, istituti di ricerca, riserve naturali e organizzazioni non governative.

#### Programma di formazione sul trattamento delle acque reflue
Il WWAP, in collaborazione con l’Ufficio UNESCO del Cairo, ha organizzato una formazione in presenza al Cairo, Egitto, per condividere approcci innovativi ed efficaci alla gestione delle acque reflue, in grado di generare benefici sociali, ambientali ed economici, fondamentali per lo sviluppo sostenibile e per il raggiungimento dell’Agenda 2030.
Un secondo ciclo di formazione si è svolto ad Accra, Ghana, con un focus sulla gestione efficace della qualità dell’acqua e sugli inquinanti emergenti nelle acque e nelle acque reflue in Africa subsahariana. L’iniziativa è stata organizzata in collaborazione con l’Iniziativa Internazionale sulla Qualità dell’Acqua (IIWQ) e il Centro Regionale per la Gestione Integrata dei Bacini Fluviali (RC-IRBM).

### 3. Acqua e Genere
In linea con la Priorità UNESCO sull’Uguaglianza di Genere, il WWAP si concentra sul rafforzamento dell’uguaglianza di genere nel settore idrico, colmando le lacune nei dati e promuovendo azioni concrete. Raggiungere la parità di genere nell’ambito delle risorse idriche è fondamentale per il rispetto degli impegni internazionali esistenti in materia di genere e acqua, tra cui quelli sanciti dall’Agenda 2030 per lo Sviluppo Sostenibile – in particolare l’Obiettivo di Sviluppo Sostenibile (SDG) 5 (uguaglianza di genere) e SDG 6 (acqua e servizi igienico-sanitari per tutti).
Nel quadro del Piano d’Azione UNESCO per la Priorità Uguaglianza di Genere, l’UNESCO WWAP sviluppa il programma “Acqua e Uguaglianza di Genere” lungo quattro assi principali:
- Indicatori, metodologia e strumenti su acqua e genere
- Sviluppo delle capacità
- Progetti sul campo
- Comunicazione e sensibilizzazione

#### Call for Action
Il WWAP coordina l’iniziativa Call for Action insieme a una Coalizione Multi-Stakeholder composta da istituzioni degli Stati Membri, agenzie delle Nazioni Unite, organizzazioni internazionali e regionali, ONG, settore privato e società civile. Lanciata nel 2021, l’iniziativa mira a catalizzare azioni concrete attraverso attività di advocacy, politiche pubbliche, finanziamenti equi in ottica di genere e lo sviluppo di metodi, approcci e strumenti innovativi.
La Call for Action è stata presentata in occasione di importanti eventi internazionali, tra cui:
- African Water Forum (novembre 2021)
- Asian World Water Week (febbraio 2022)
- Conferenza del Decennio per l’Azione sull’Acqua a Dushanbe (giugno 2022)
- High-Level Political Forum (luglio 2022)
- World Water Week (agosto 2022, 2023, 2024)
- Korea International Water Week (novembre 2022)
- Conferenza delle Nazioni Unite 2023 sull’Acqua, New York (marzo 2023), durante la quale la Call for Action e gli impegni volontari della Coalizione Multi-Stakeholder sono stati inseriti ufficialmente nell’ambito della Water Action Agenda
- World Water Forum, Bali (maggio 2024)

La Dichiarazione di Dushanbe del giugno 2022, pubblicata in occasione della seconda Conferenza del Decennio per l’Azione sull’Acqua, ha lanciato un appello per colmare le lacune nei dati disaggregati per genere. La Dichiarazione ha sottolineato l’importanza di garantire una migliore disponibilità e accessibilità dei dati disaggregati per sesso, fondamentali per processi decisionali informati e per promuovere l’uguaglianza di genere nella gestione delle risorse idriche.  Essa ha inoltre espresso un parere favorevole sull’iniziativa Call for Action quale strumento per accelerare il raggiungimento della parità di genere nella gestione dell’acqua.

#### Toolkit UNESCO-WWAP sui Dati Idrici Disaggregati per Genere
Il Toolkit UNESCO-WWAP sui Dati Idrici Disaggregati per Genere è stato progettato e pubblicato nel 2015, e una seconda edizione è stata rielaborata nel 2019 per integrare gli SDG 6, SDG 5 e altri Obiettivi di Sviluppo Sostenibile previsti dall’Agenda 2030.
Il Toolkit è stato sviluppato per facilitare la raccolta di dati quantitativi e qualitativi rilevanti su acqua e genere, utili per orientare le politiche e la pianificazione nel settore idrico. L’obiettivo è aiutare i decisori politici ad adottare politiche idriche basate sui dati e trasformative dal punto di vista del genere, e a realizzare cambiamenti concreti per promuovere la parità di genere nella gestione dell’acqua, contribuendo così al raggiungimento dell’Agenda 2030.
Il Toolkit comprende i seguenti strumenti:
- Strumento 1: Indicatori sensibili al genere per la valutazione, il monitoraggio e la rendicontazione nel settore idrico
- Strumento 2: Metodologia per la raccolta di dati idrici disaggregati per sesso
- Strumento 3: Linee guida per la raccolta di dati idrici disaggregati per sesso
- Strumento 4: Questionario per la raccolta di dati idrici disaggregati per sesso

### 4.Rapporto di Sintesi sull’SDG 6
Nel 2015, gli Stati Membri delle Nazioni Unite hanno adottato l’Agenda 2030, fissando obiettivi e traguardi universali e trasformativi. Per fornire una visione d’insieme sui progressi nel settore idrico, è stato elaborato il Rapporto di Sintesi 2018 sull’SDG 6 – Acqua e Servizi Igienico-Sanitari, prodotto da una Task Force di UN-Water composta da 13 agenzie delle Nazioni Unite, sotto il coordinamento del WWAP.
Il Rapporto di Sintesi 2018 sull’SDG 6 fornisce una panoramica dello stato di attuazione dell’obiettivo a livello globale e regionale, evidenziando le modalità per accelerare i progressi verso il raggiungimento del target. Il rapporto include anche informazioni dettagliate sulle interconnessioni tra l’SDG 6 e gli altri obiettivi e indicatori dell’Agenda 2030.